# Grand Lake Stream
Grand Lake Stream es una plantación ubicada en el condado de Washington en el estado estadounidense de Maine. En el Censo de 2010 tenía una población de 109 habitantes y una densidad poblacional de 0,87 personas por km².

## Geografía
Grand Lake Stream se encuentra ubicada en las coordenadas 45°13′24″N 67°45′32″O / 45.22333, -67.75889. Según la Oficina del Censo de los Estados Unidos, Grand Lake Stream tiene una superficie total de 125.63 km², de la cual 113.87 km² corresponden a tierra firme y (9.36%) 11.76 km² es agua.

## Demografía
Según el censo de 2010, había 109 personas residiendo en Grand Lake Stream. La densidad de población era de 0,87 hab./km². De los 109 habitantes, Grand Lake Stream estaba compuesto por el 94.5% blancos, el 0% eran afroamericanos, el 3.67% eran amerindios, el 0% eran asiáticos, el 0.92% eran isleños del Pacífico, el 0% eran de otras razas y el 0.92% pertenecían a dos o más razas. Del total de la población el 0% eran hispanos o latinos de cualquier raza.